# Шанетери
Шанетери (фр. Champnétery) насеље је и општина у централној Француској у региону Лимузен, у департману Горња Вијена која припада префектури Лимож.
По подацима из 2005. године у општини је живело 531 становника, а густина насељености је износила 17 становника/km². Општина се простире на површини од 30,60 km². Налази се на средњој надморској висини од 350 метара (максималној 531 m, а минималној 289 m).

## Демографија
| 1962. | 1968. | 1975. | 1982. | 1990. | 1999. | 2011. |
| ----- | ----- | ----- | ----- | ----- | ----- | ----- |
| 622   | 598   | 516   | 502   | 515   | 491   | 566   |

График промене броја становника у току последњих година